# تایمز مسکو
تایمز مسکو (انگلیسی: The Moscow Times) شرکت انتشارات و خبرگزاری روس است، که در سال ۱۹۹۲ تأسیس شد.